# Struthiolaria vermis vermis
 Struthiolaria vermis vermis es una subespecie de molusco gasterópodo de la familia Struthiolariidae. 
La altura de la concha es de hasta 54 mm, y el ancho hasta 35 mm

## Distribución geográfica
Es  endémica de la  Isla Norte de Nueva Zelanda.

## Referencias

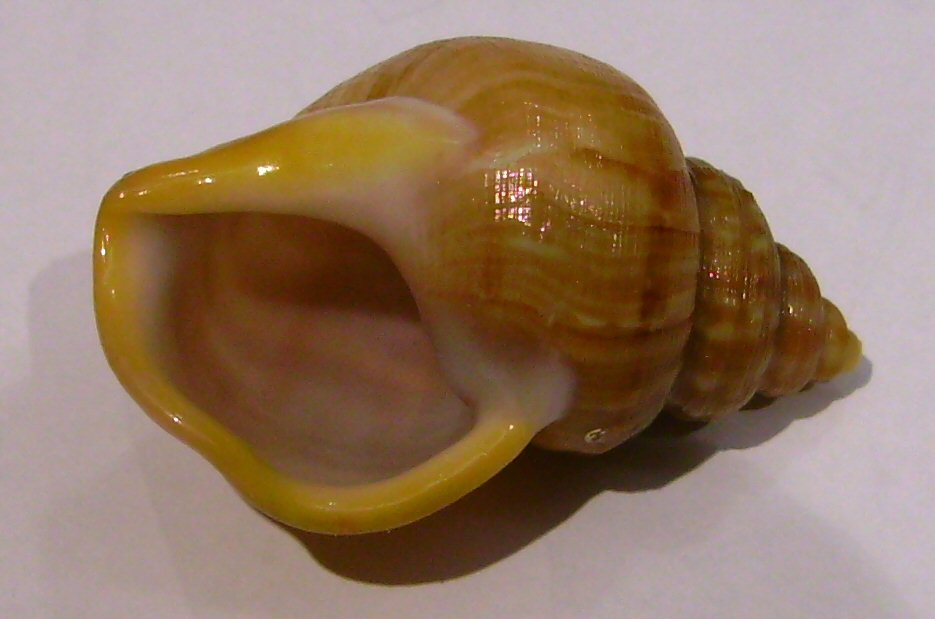
Struthiolaria vermis vermis base view